# Aleksandrovo (Stara Zagora)
Aleksandrovo (Bulgaars: Александрово) is een dorp in Bulgarije. Het dorp is gelegen in de gemeente Pavel Banja, oblast Stara Zagora. Het dorp ligt 47 km ten noordwesten van Stara Zagora en 144 km ten zuidoosten van Sofia.

## Bevolking
Het dorp telde in december 2019 1.662 inwoners, een daling vergeleken met het maximum van 3.031’personen in 1946. Vooral na 1985 emigreerde een groot deel van de bevolking vanwege de assimilatiecampagnes van het communistisch regime van Todor Zjivkov, waarbij alle Turken en andere moslims in Bulgarije christelijke of Bulgaarse namen moesten aannemen en afstand moesten doen van islamitische gewoonten.
|  |

Van de 1.632 inwoners reageerden er 1.518 op de optionele volkstelling van 2011. Van deze 1.518 respondenten identificeerden 1.086 personen zichzelf als Bulgaarse Turken (71,5%), gevolgd door 340 etnische Bulgaren (22,4%) en 92 ondefinieerbare respondenten (6,2%).
| Etniciteit   | Aantal | %     |
| ------------ | ------ | ----- |
| Bulgaren     | 340    | 22,4% |
| Turken       | 1086   | 71,5% |
| Roma         | ...    | ...   |
| Overig       | 92     | 6,2%  |
| Respondenten | 1518   |       |